# Mateusz Ponitka
Mateusz Ponitka (Ostrów Wielkopolski, 29 agosto 1993) è un cestista polacco.

## Carriera
Dopo una serie di ottime prestazioni agli europei 2022, il Panathīnaïkos lo rileva dalla Pall. Reggiana, con cui aveva firmato a giugno, pagando un buyout di 100.000 euro senza indossare di fatto mai la casacca emiliana.
Con la Polonia ha disputato i Campionati mondiali del 2019 e quattro edizioni dei Campionati europei (2013, 2015, 2017, 2022).

## Statistiche

### Eurolega
| Anno      | Squadra              | PG  | PT | MP   | TC%  | 3P%  | TL%  | RP  | AP  | PRP | SP  | PP   |
| --------- | -------------------- | --- | -- | ---- | ---- | ---- | ---- | --- | --- | --- | --- | ---- |
| 2012-2013 | Arka Gdynia          | 10  | 4  | 22,2 | 48,6 | 32,3 | 38,1 | 3,5 | 0,8 | 1,0 | 0,0 | 8,8  |
| 2015-2016 | Zielona Góra         | 10  | 10 | 31,5 | 50,6 | 25,0 | 67,6 | 7,9 | 2,2 | 1,1 | 0,2 | 12,0 |
| 2019-2020 | Zenit S. Pietroburgo | 18  | 15 | 24,3 | 49,2 | 32,4 | 70,8 | 4,6 | 1,6 | 0,8 | 0,3 | 9,1  |
| 2020-2021 | Zenit S. Pietroburgo | 34  | 26 | 26,0 | 48,4 | 30,6 | 78,5 | 5,2 | 3,2 | 1,0 | 0,1 | 8,4  |
| 2021-2022 | Zenit S. Pietroburgo | 20  | 18 | 25,7 | 41,4 | 26,9 | 58,3 | 5,2 | 2,6 | 0,6 | 0,1 | 4,6  |
| 2022-2023 | Panathīnaïkos        | 27  | 6  | 25,2 | 43,5 | 37,2 | 80,2 | 5,2 | 2,4 | 1,1 | 0,1 | 8,4  |
| 2023-2024 | Partizan             | 26  | 14 | 13,9 | 41,0 | 23,8 | 88,9 | 2,2 | 0,7 | 0,4 | 0,0 | 2,4  |
| Carriera  | Carriera             | 145 | 93 | 23,5 | 46,5 | 30,8 | 73,4 | 4,7 | 2,1 | 0,9 | 0,1 | 7,2  |

### Eurocup
| Anno      | Squadra          | PG | PT | MP   | TC%  | 3P%  | TL%  | RP  | AP  | PRP | SP  | PP   |
| --------- | ---------------- | -- | -- | ---- | ---- | ---- | ---- | --- | --- | --- | --- | ---- |
| 2013-2014 | Ostenda          | 15 | 2  | 20,4 | 47,6 | 35,5 | 62,5 | 3,2 | 1,7 | 1,0 | 0,1 | 8,9  |
| 2014-2015 | Ostenda          | 16 | 14 | 19,6 | 47,7 | 33,3 | 66,7 | 3,6 | 1,2 | 0,9 | 0,3 | 8,3  |
| 2015-2016 | Zielona Góra     | 10 | 10 | 29,8 | 56,2 | 47,6 | 69,4 | 6,5 | 2,1 | 1,1 | 0,4 | 13,5 |
| 2018-2019 | Lokomotiv Kuban' | 18 | 16 | 25,1 | 57,6 | 36,4 | 82,7 | 4,8 | 1,7 | 1,2 | 0,4 | 9,6  |
| Carriera  | Carriera         | 59 | 42 | 23,2 | 52,1 | 37,2 | 71,7 | 4,4 | 1,6 | 1,0 | 0,3 | 9,8  |

## Palmarès

### Squadra
- Campionato polacco: 2

Asseco Prokom Gdynia: 2011-12
Zielona Góra: 2015-16
- Campionato belga: 2

Ostenda: 2013-14, 2014-15
- Supercoppa polacca: 1

Zielona Góra: 2015
- Coppa Intercontinentale: 1

Canarias: 2017

### Individuale
- MVP Supercoppa polacca: 1

Zielona Góra: 2015
- Eurocup Rising Star: 1

Zielona Góra: 2015-16
- All-Eurocup Second Team: 1

Zielona Góra: 2015-16
- Polska Liga Koszykówki MVP: 1

Zielona Góra: 2015-16